# NGC 4223
NGC 4223 (również IC 3102, PGC 39412 lub UGC 7319) – galaktyka spiralna (S0-a), znajdująca się w gwiazdozbiorze Panny. Odkrył ją William Herschel 13 kwietnia 1784 roku. Należy do galaktyk Seyferta typu 2. Jest członkiem Gromady w Pannie.